# Turgutreis

Turgutreis von See aus

Turgutreis-Schriftzug über der Stadt

Turgutreis ist eine kleine Stadt an der Westküste der Halbinsel von Bodrum im Südwesten der Türkei.
Die Stadt wurde nach dem größten Sohn der Gegend, Admiral Turgut Reis benannt. Traditionell war der Mandarinen- und Gemüseanbau vorherrschender Wirtschaftszweig.

## Tourismus
Seit einigen Jahren ist Turgutreis vom Tourismus entdeckt worden. Es ist dank des hier vorherrschenden Nordwestwinds (Poyraz) für Windsurfer und Segler sehr gut geeignet. Der vorgelagerte Archipel aus kleinen, schroff aus dem Meer aufragenden Inseln und Inselchen wie Çatalada gehört zu den schönsten Panoramen der Ägäis. Nahe liegt auch die griechische Insel Kos – in einer Stunde mit einem kleinen Transferschiff oder von Bodrum aus in einer halben Stunde mit einem Tragflächenboot zu erreichen. Am Abendhorizont sind Pserimos, Kalymnos und Leros (Dodekanes) zu sehen. Gulet-Tagestouren kreuzen im Archipel und westlich bis Gümüşlük, dem antiken Myndos, das dem Brutus Asyl bot, östlich bis Akyarlar.
Seit 2005 findet unter freiem Himmel ein Klassik-Musik-Festival mit türkischen und internationalen Orchestern und Solisten statt.

## Verkehr
Turgutreis besitzt einen Yachthafen und ist ca. 45 km vom internationalen Flughafen Bodrum-Milas entfernt.
Vom Autobusbahnhof der Stadt gibt es gute Verbindungen zu zahlreichen Großstädten der Türkei. 

## Söhne und Töchter der Stadt
- Turgut Reis (16. Jahrhundert–1565), Korsar, türkischer Admiral, und Bey von Tripolis